# 흡수 스펙트럼
흡수 스펙트럼(영어: absorption spectrum)은 주파수 영역의 걸쳐 물질에 의해 흡수된 전자기 복사의 일부를 보여준다. 이 흡수 스펙트럼은 방출 스펙트럼과는 정 반대 현상이다. 모든 화학적인 요소들은 그것의 원자 궤도의 에너지 준위 사이의 차이와 상응하는 몇몇의 특정한 파장의 흡수선을 가진다. 예를 들면, 파란 빛, 초록 빛 그리고 노란 빛을 흡수하는 물체는 하얀 빛 아래에서 볼 때는 붉은색으로 나타날 것이다. 그러므로, 흡수선 스펙트럼은 가스나 액체 안에 현재 화학적인 원소들을 종류를 확인하는 데 쓰일 수 있다. 이 방법은 직접적으로 측정할 수 없는 별 그리고 그 밖의 가스로 구성된 물체들의 화학적인 원소의 존재를 추론하는 데 쓰인다.

## 같이 보기
- 방출 스펙트럼
- 스펙트럼